# Комов, Илья Олегович
Илья Олегович Комов (род. 12 октября 1965 года, Москва, РСФСР, СССР) — российский художник, член-корреспондент Российской академии художеств (2012).
Сын советского и российского скульптора, графика, народного художника СССР Олега Константиновича Комова (1932—1994).

## Биография
Родился 12 октября 1965 года в Москве, где живёт и работает.
Окончил школу № 1231 имени В. Д. Поленова в Москве.
В 1983 году — окончил Московскую среднюю художественную школу (сейчас Московский академический художественный лицей).
В 1989 году — окончил МГАХИ имени В. И. Сурикова, мастерская народного художника СССР профессора Т. Т. Салахова.
С 1991 года — член Союза Художников России и Московского союза художников.
В 2012 году — избран членом-корреспондентом Российской академии художеств от Отделения живописи.

## Творческая деятельность
Основные произведения: Портрет С.Караганова (2002 г.), Арпеджио (2002 г.), Хор (2009 г.), Портрет актёра Мишеля Галабрю (2010 г.), Контрабас (портрет Ж-Б.Пеллетье), Свадьба в Коллиуре (2014 г.), Портрет семьи Планас (2018 г.), Командир бригады жандармов майор Фабрис Юссон (2018 г.), Незнакомка (2018 г.), Зимний интерьер (2007 г.), портрет Юлии Рутберг (2007 г.), народный артист России Е. Князев в роли Арбенина (2015 г.).
Произведения представлены в музейных и частных собраниях в России и за рубежом.
Более 50 персональных выставок в России и за рубежом.  В 2013 году принял участие в семейной выставке «Форма — пространство — цвет» в Государственном музее А. С. Пушкина: экспонировались скульптуры Олега Комова, живопись Ильи Комова и архитектурные проекты Алексея Комова.